# World Series of Poker 1982
De World Series of Poker 1982 werd gehouden in de Binion's Horseshoe in Las Vegas van 9 mei t/m 27 mei. Het was de 13de editie van de World Series of Poker, het grootste pokerevenement ter wereld.

## Toernooien
| Event                        | Winnaar                     | Prijs    | Tweede               |
| ---------------------------- | --------------------------- | -------- | -------------------- |
| $2.500 Ace to Five Draw      | Billy Baxter                | $48.750  | Bobby Baldwin        |
| $10.000 Deuce to Seven Draw  | Billy Baxter                | $95.000  | Lou Axler            |
| $1.000 Seven Card Stud Split | Tom Cress                   | $44.000  | Clark Mantz          |
| $1.000 No Limit Hold'em      | Jim Doman                   | $96.000  | Frank Henderson      |
| $500 Ladies' Seven Card Stud | June Field                  | $16.000  | Jackie Jean          |
| $1.000 Seven Card Razz       | Nick Helm                   | $40.000  | Robert Turner        |
| $800 Mixed Doubles           | David Sklansky & Dani Kelly | $8.800   | Onbekend             |
| $1.500 No Limit Hold'em      | Ralph Morton                | $123.000 | Joe King             |
| $1.000 No Limit Hold'em      | John Paquette               | $101.000 | Sam Wilson           |
| $5.000 Seven Card Stud       | David "Chip" Reese          | $92.500  | Ken "Skyhawk" Flaton |
| $1.000 Ace to Five Draw      | Vera Richmond               | $38.500  | Tim Jewett           |
| $1.000 Draw High             | David Sklansky              | $15.500  | Michael Conti        |
| $1.000 Seven Card Stud       | Don Williams                | $56.000  | Roger Moore          |

## Main Event
Het Main Event was het grootste toernooi van de WSOP van 1982. Het is een 10.000 dollar No-Limit Texas Hold'em toernooi. De winnaar van dit toernooi wordt gezien als de officieuze wereldkampioen poker. Er deden in totaal 104 spelers mee.

### Finaletafel
| Positie | Naam           | Prijs    |
| ------- | -------------- | -------- |
| 1       | Jack Straus    | $520.000 |
| 2       | Dewey Tomko    | $208.000 |
| 3       | Berry Johnston | $104.000 |
| 4       | Doyle Brunson  | $52.000  |
| 5       | A. J. Myers    | $52.000  |
| 6       | Dudy Roach     | $41.060  |